# Analyse isotopique par résonance magnétique nucléaire

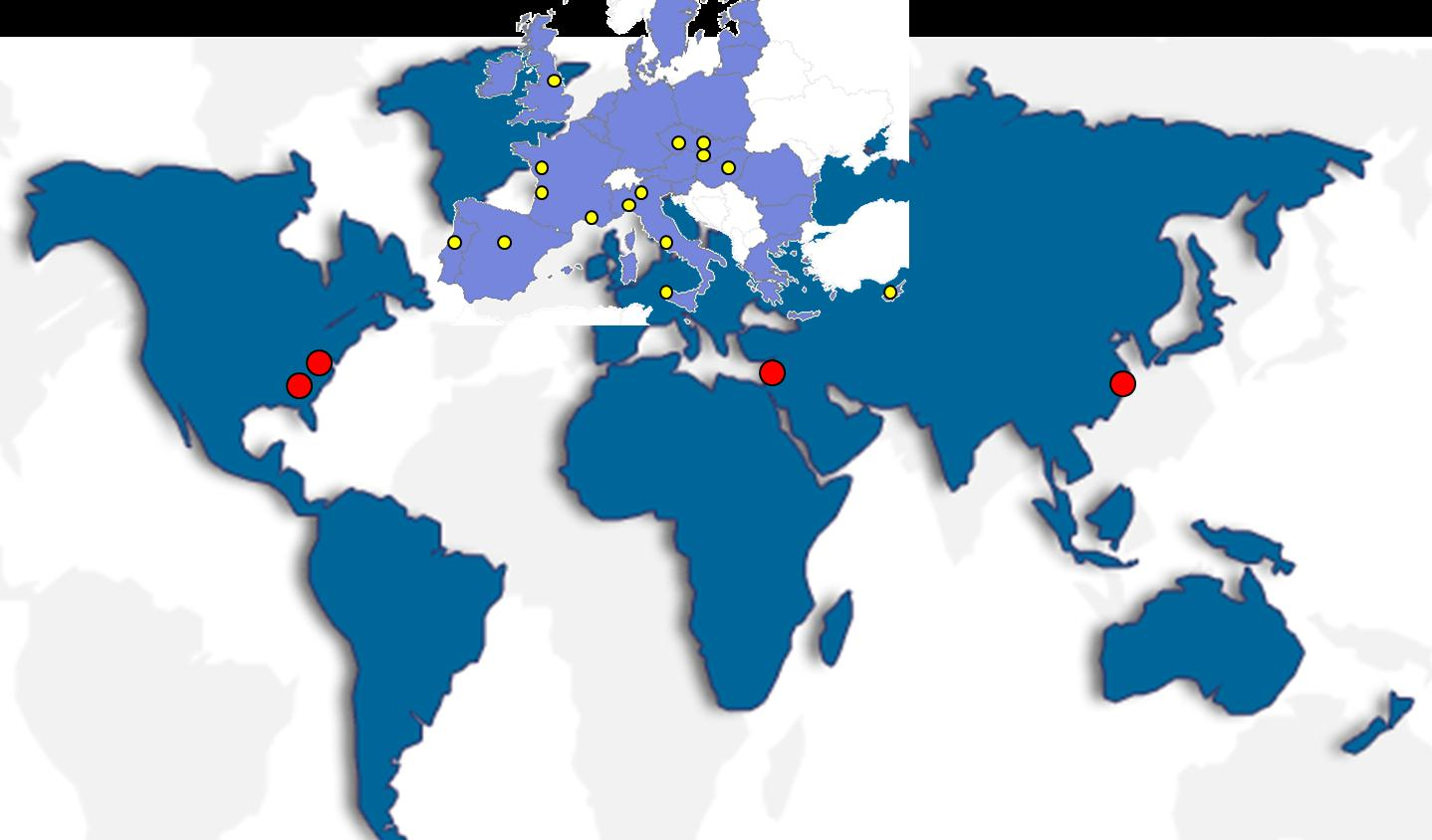
Implantation de la méthode RMN-FINS dans le monde en 2013.

Le fractionnement isotopique naturel spécifique par résonance magnétique nucléaire (RMN-FINS ou en anglais SNIF-NMR pour Site-Specific Natural Isotope Fractionation-Nuclear Magnetic Resonance) est une méthode qui permet avec une très grande précision de quantifier les différences de teneurs isotopiques sur chacun des sites d’une molécule et donc de mesurer le fractionnement isotopique naturel spécifique correspondant à chaque site de cette molécule.
L'analyse RMN-FINS est principalement utilisée pour vérifier l'authenticité des vins, spiritueux, jus de fruits, miels, sucres et vinaigres ainsi que pour contrôler la naturalité de certains composés aromatiques (anéthol, benzaldéhyde, frambinone, vanilline, etc.),,. La méthode RMN-FINS a été adoptée par l'Organisation internationale de la vigne et du vin (OIV) et l'Union européenne comme méthode officielle pour l'analyse du vin. C'est également une méthode officielle pour l'AOAC International (en) (Association of Official Analytical Chemists) dans l'analyse des jus de fruits, sirops d'érable, vanilline et par le Comité européen de normalisation (CEN) pour l’analyse du vinaigre.

## Historique
À l'origine la méthode RMN-FINS fut développée en réponse à un appel d'offres gouvernemental par le Pr Gérard Martin et son équipe à l'université de Nantes, dans le but de détecter l’ajout de sucre dans les vins (chaptalisation) et l'enrichissement des moûts de raisin.
- 1981 : invention de la méthode RMN-FINS par le Pr Gérard Martin, son épouse, Maryvonne Martin, et leur équipe à l’université de Nantes / CNRS[11]
- 1987 : création des Laboratoires Eurofins Scientific à Nantes - spécialisés dans l’analyse des vins - et achat des droits d’exploitation du brevet CNRS[11]. Ce brevet est maintenant public et le nom SNIF-NMR est une marque déposée[11],[12].

L’OIV l’adopte comme méthode officielle.
- 1987-1990 : développement et application de la méthode RMN-FINS à l’analyse des jus de fruits et de certains arômes naturels[2]
- 1990 : la méthode RMN-FINS est reconnue par l’Union européenne comme méthode officielle pour l’analyse des vins[8].

Mise en œuvre de la méthode RMN-FINS pour les laboratoires officiels en Europe
- 1990-1992 : la méthode est testée sur de nouveaux composés aromatiques[5].
- 1996 : la méthode RMN-FINS est officialisée aux États-Unis par l’AOAC pour les jus de fruits[9].

Mise en œuvre de la méthode RMN-FINS pour les laboratoires officiels aux États-Unis
- 2001 : la RMN-FINS est reconnue par l'AOAC pour la vanilline[7].
- 2013 : la RMN-FINS est reconnue par la CEN pour l’acide acétique.

Mise en œuvre de la méthode RMN-FINS pour les laboratoires officiels en Asie

## Principe

### Répartition isotopique
Dans la nature, les atomes de protium (1H), d'oxygène 16 (16O) et de carbone 12 (12C) coexistent dans certaines proportions avec leurs isotopes stables, respectivement deutérium (2H ou D), oxygène 18 (18O) et carbone 13 (13C), comme l'indique le tableau ci-dessous d'abondance naturelle de quelques isotopes.
|                         | Isotopes de l'hydrogène | Isotopes de l'hydrogène | Isotopes de l'hydrogène                             | Isotopes du carbone | Isotopes du carbone | Isotopes du carbone           | Isotopes de l'oxygène | Isotopes de l'oxygène | Isotopes de l'oxygène |
| ----------------------- | ----------------------- | ----------------------- | --------------------------------------------------- | ------------------- | ------------------- | ----------------------------- | --------------------- | --------------------- | --------------------- |
| Isotope                 | 1H                      | 2H                      | 3H                                                  | 12C                 | 13C                 | 14C                           | 16O                   | 17O                   | 18O                   |
| Nombre de masse (A)     | 1                       | 2                       | 3                                                   | 12                  | 13                  | 14                            | 16                    | 17                    | 18                    |
| Abondance naturelle (%) | 99,985                  | 0,015                   | Radioisotope pratiquement inexistant dans la nature | 98,904              | 1,096               | Radioisotope extrêmement rare | 99,763                | 0,037                 | 0,2                   |

D'une façon générale, les rapports isotopiques dans les molécules naturelles sont la résultante :
- des conditions géoclimatiques – pour les produits naturels  ;

- des effets chimiques et biochimiques - comme le métabolisme de photosynthèse des plantes.

Ce phénomène est connu en tant que le fractionnement isotopique naturel.
L’empreinte isotopique résultante peut donner des informations sur l’origine botanique, synthétique ou géographique de la molécule ou du produit.

### Principe général
Le principe de la RMN-FINS est basé sur : « le fractionnement isotopique naturel ». Deux noyaux sont utilisés pour les méthodes d’analyses de l’authenticité des aliments :
- l’hydrogène : la méthode 2H-RMN-FINS est l’application historique de la RMN-FINS, elle mesure le ratio de deutérium/hydrogène sur chacun des sites de la molécule analysée ;
- le carbone : la méthode 13C-RMN-FINS a ouvert de nouvelles possibilités d’analyse pour la RMN-FINS (nouvelles molécules, nouvelles applications). Cette méthode mesure le ratio 13C/12C pour chacun des sites de la molécule.

### Étapes de la méthode

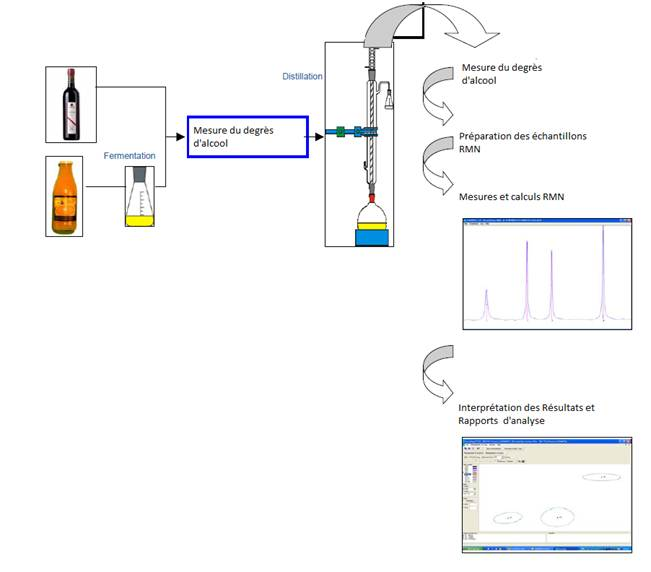
Étapes de la méthode RMN-FINS sur l’éthanol – méthode officielle

La RMN-FINS est utilisée sur des molécules pures ou purifiées. C’est pourquoi certaines étapes de préparation doivent être effectuées par le laboratoire avant l’analyse.
- Fermentation (pour les jus de fruits).
- Extraction quantitative de l’éthanol par distillation.
- Préparation standard des échantillons RMN.
- Acquisition RMN.
- Interprétation des résultats et rapport sur l’authenticité.

À chaque étape de l'analyse RMN-FINS, des efforts doivent être faits pour éviter des fractionnements isotopiques parasites. Des mesures contrôles, telles que la détermination du titre alcoométrique des produits intermédiaires pour l'analyse de jus fermenté ou distillé sont effectuées sur chaque échantillon.

### Avantages de la méthode

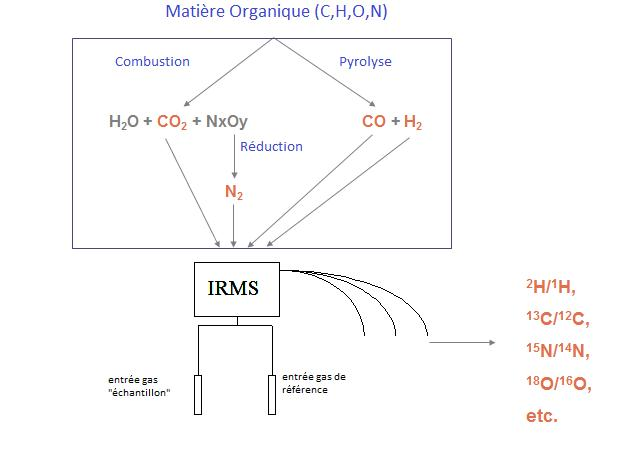
Principe de la spectrométrie de masse isotopique

Les rapports isotopiques d'une molécule peuvent être déterminés par spectrométrie de masse à rapport isotopique (IRMS), la quantité d'échantillon utilisée pour l’IRMS est beaucoup plus faible que celle utilisée pour la RMN, et il est possible de coupler le spectromètre de masse à un système chromatographique pour permettre la purification ou l’analyse de plusieurs constituants d'un mélange complexe. Cependant l’échantillon est brûlé après une transformation physique comme la combustion ou la pyrolyse. On obtient alors une valeur moyenne de la concentration de l’isotope étudié sur l'ensemble des sites de la molécule. C’est la méthode AOAC officielle utilisée pour obtenir le rapport moyen 13C/12C (ou δ 13C) des sucres ou d’un alcool et la méthode officielle CEN et OIV pour l’analyse du rapport 18O/16O dans l’eau.
La méthode RMN-FINS est en mesure de déterminer, à un niveau élevé de précision, les rapports isotopiques pour chacun des sites de la molécule, ce qui permet une meilleure discrimination. Par exemple, pour de l'éthanol (CH3CH2OH), les trois ratios ((D/H) CH3, (D/H) CH2 et (D/H) OH) peuvent être obtenus.

## Exemples d'utilisations de la ^{2}H-RMN-FINS

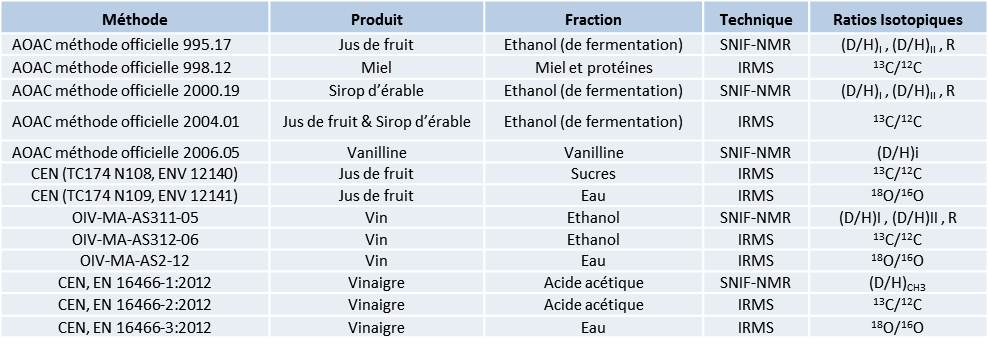
Méthodes officielles de reconnaissance isotopique appliquées à l’alimentaire, 2013

## Exemples d'utilisations de la2H-RMN-FINS

### Application pour les jus de fruits et le sirop d'érable
Méthode officielle AOAC pour détecter l’ajout de sucre dans un jus de fruits ou dans le sirop d’érable. C’est la seule méthode qui détecte l’addition de sucre C3 (ex. : sucre de betterave),.

#### Spectre RMN (exemple de la méthode2H-RMN-FINS)

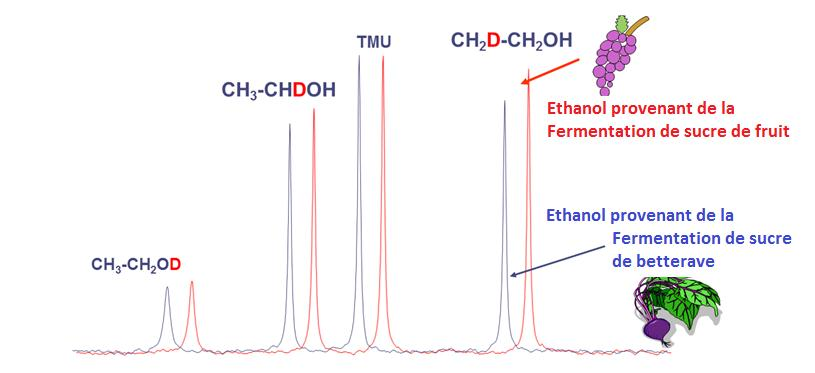
Figure 6 : spectre RMN ^{2}H de l'éthanol

Pour un jus de fruits par exemple, après transformation de tous les sucres fermentescibles en alcool, la molécule d'éthanol coexiste naturellement avec trois isotopologues monodeutérés (CH2D-CH2-OH, CH3-CHD-OH et CH3-CH2-OD). Leur présence relative peut alors être quantifiée avec précision. Sur le spectre RMN du deutérium suivant (figure 6), un pic correspond à chacun des trois isotopologues observés dans l'éthanol. Pour la méthode AOAC officielle, les ratios de (D/H) CH3 et (D/H) CH2 sont calculés par comparaison avec un standard interne, la tétraméthylurée (TMU), qui a une valeur de (D/H) certifiée.

#### Interprétation des valeurs isotopiques RMN-FINS

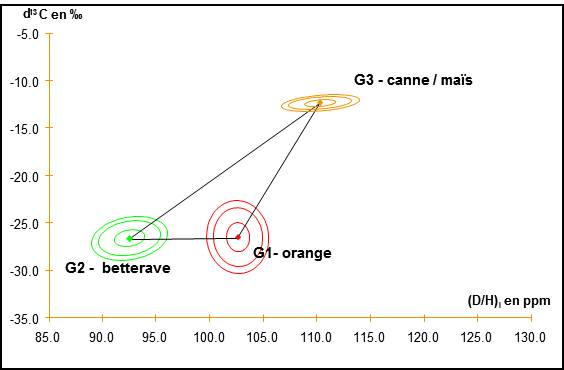
Triangle d'adultération, répartition des rapports isotopiques sur molécule d'éthanol

La figure ci-dessous regroupe le principe d’interprétation de :
- résultats mesurés par IRMS (la déviation isotopique δ 13C), qui permettent de différencier les plantes en fonction de leur métabolisme photosynthétique (métabolisme C4 comme le maïs opposé au C3 comme la betterave, l’orange ou le raisin) ;
- avec des résultats de RMN-FINS ((D/H)I) qui peuvent différencier l’origine botanique de sucres au sein du même groupe métabolique (la betterave opposée à l’orange ou le raisin).

Les valeurs obtenues sur un échantillon d'analyse sont ensuite comparées avec les valeurs des échantillons authentiques de la base de données.

### Application à l'authentification de l'origine des vins

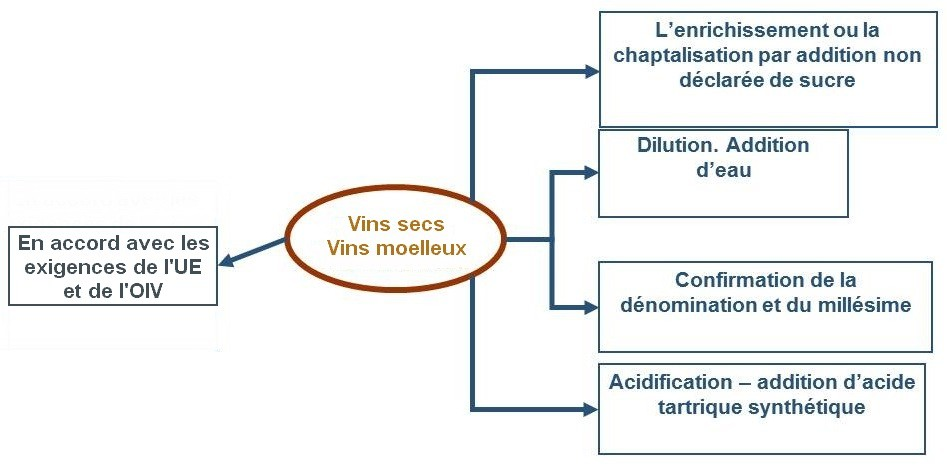
Application de la RMN-FINS et de l’IRMS pour la détermination de l’authenticité du vin

La RMN-FINS est la méthode officielle de l’OIV pour déterminer l’origine du vin. C’est la seule méthode à détecter l’addition de sucre C3 (comme le sucre de betterave).
Les paramètres isotopiques de l'eau et de l'éthanol sont liés à l’humidité et la température de la zone de culture de la plante. Par conséquent, l'examen des données météorologiques de la région et de l'année de culture permet de faire un diagnostic. Dans le cas du vin et des fruits, les paramètres isotopiques de l’éthanol ont montré qu’ils répondaient à de faibles variations environnementales et qu’ils caractérisent efficacement la région de production,.
Depuis 1991, une banque de données isotopiques est coordonnée par le Centre commun de recherche de la Communauté européenne (EC-JRC en anglais) concernant les vins de tous les États membres de l'Union européenne producteurs de vin. Le fichier contient plusieurs milliers d'entrées pour les vins européens et est maintenu à jour chaque année. Cette base est accessible pour tous les laboratoires publics officiels. Les entreprises privées impliquées dans le contrôle des aliments et boissons ont également construit leurs propres banques de données.
Ainsi, en comparant le fractionnement isotopique naturel spécifique correspondant à chaque site d’une molécule d’éthanol d’un vin, avec celui d’une molécule connue et référencée dans une base de données, on peut contrôler l’origine géographique, botanique et la méthode de production et donc vérifier l’authenticité du vin.

### Application pour le vinaigre et l'acide acétique

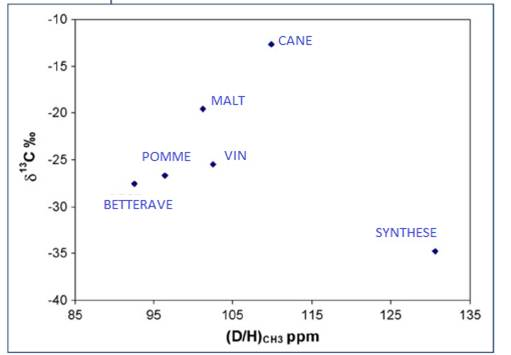
Figure 9 : application pour le vinaigre et l'acide acétique

Les origines de vinaigres obtenus par oxydation bactérienne ou par oxydation chimique d’éthanol provenant de la fermentation de sucres divers, peuvent être identifiées par la 2H-RMN-FINS. Cela permet de contrôler la qualité du vinaigre et de déterminer s’il provient de la betterave ou canne à sucre, du vin, du malt, du cidre, d'autres origines ou d'une synthèse chimique.

### Application pour la vanilline

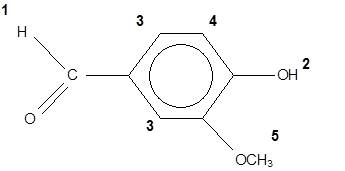
Figure 10 : ^{2}H-RMN-FINS : sites observables de la vanilline

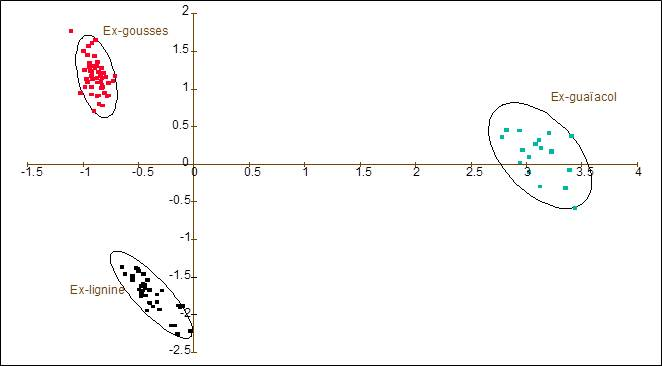
Figure 11 : représentation des groupes de références (Ex-gousses, Ex-lignin et Ex-guaïacol) projetés dans le plan des variables canoniques. (D/H)1, (D/H)3, (D/H)4 et (D/H)5 étaient les paramètres initiaux.

La méthode 2H-RMN-FINS est la méthode officielle de l'AOAC pour déterminer l’origine naturelle de la vanilline. Elle détermine l’abondance de cinq isotopologues monodeutérés de la vanilline. La molécule de vanilline est représentée sur la figure 11, tous les sites pour lesquels la concentration en deutérium peut être mesurée sont indiqués avec un chiffre.
Comme pour le vin ou les jus de fruits, l’interprétation des résultats en termes d’origine (naturelle, synthétique, fraudé ou pas, etc.) est faite par comparaison du profil isotopique de l’échantillon analysé avec les paramètres isotopiques déterminés sur des bases de données de référence de produits d’origines connues. Toutes les origines de vanilline, dont les gousses de vanille, sont bien distinguées en utilisant les données de RMN du deutérium comme indiqué sur la figure 10.
De plus, cette méthode est la seule à différencier les sources d’origines naturelles ou biosynthétiques de la vanilline.

### Application à d'autres arômes
La naturalité de différents autres arômes peut également être vérifiée en utilisant la RMN-FINS : par exemple pour l’anéthol, l’abondance de six isotopologues monodeutérés peut être mesurée par 2H-RMN-FINS et ainsi permettre d’identifier son origine telle que le fenouil, l’anis ou le pin.
Autres applications : la méthode RMN-FINS appliquée au benzaldéhyde peut détecter les fraudes pour les huiles d’amande amère et de cannelle. Les teneurs en deutérium de sites spécifiques du benzaldéhyde permettent la détermination de l’origine de la molécule : synthétique (ex-toluène et ex-chlorure de benzylidène), naturelle (ex-noyau d’abricot, de pêche, de cerises et d’amande amère) et semi-synthétique (ex-aldéhyde cinnamique extrait de cannelle).
D’autres applications ont également fait l’objet de publications : frambinone, héliotropine, etc.

### La méthode13C-RMN-FINS, une récente méthode de routine

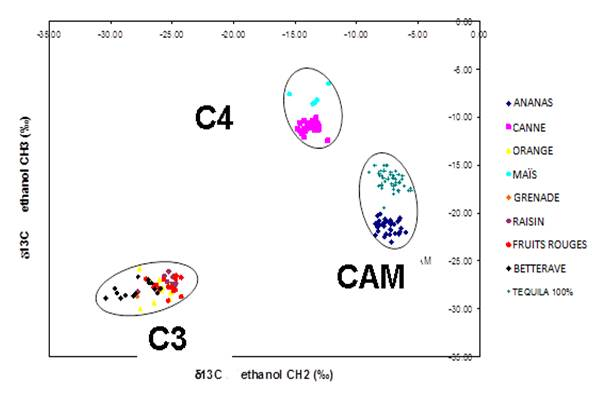
Méthode ^{13}C-RMN-FINS

Les travaux de E. Tenailleau et S. Akoka ont montré que l’optimisation des paramètres de la technique permet d’atteindre une grande précision pour les mesures de RMN 13C quantitatives.
Ces progrès permettent l'utilisation d'une nouvelle méthode d'analyse des ratios isotopiques 13C/12C de l'éthanol provenant des sucres d'ananas et d’agave en utilisant la RMN-FINS. La méthode 13C-RMN-FINS est ainsi appelée méthode new frontier, car elle est la première méthode d'analyse qui permet de différencier les sucres provenant de plantes ayant un métabolisme C4 (canne, maïs, etc.) et certaines plantes ayant un métabolisme acide crassulacéen (CAM) comme l'ananas ou l’agave.
Lorsqu’elle est appliquée au jus d’ananas, cette  méthode démontre une capacité unique pour détecter le sucre de canne et de maïs, qui sont les principaux adultérant possibles, et elle est donc un moyen efficace de contrôle de l'authenticité des jus de ces fruits spécifiques. La méthode 13C-RMN-FINS peut également être appliquée à la tequila, pour laquelle elle peut différencier la tequila 100 % agave dite « authentique », de la tequila misto (faite à partir d'au moins 51 % d'agave), et des produits fabriqués à partir d'une plus grande proportion de sucre de canne ou de maïs et donc non conforme à la définition légale de la tequila.
Cette méthode aura certainement encore d'autres applications à l'avenir, dans le domaine de l'analyse de l’authenticité des aliments et boissons.